# Donskoje (Kaliningrad, Swetlogorsk)
Donskoje (russisch Донское, deutsch Groß Dirschkeim) ist eine Siedlung in der russischen Oblast Kaliningrad. Der Ort gehört zum Stadtkreis Swetlogorsk. 

## Geographische Lage

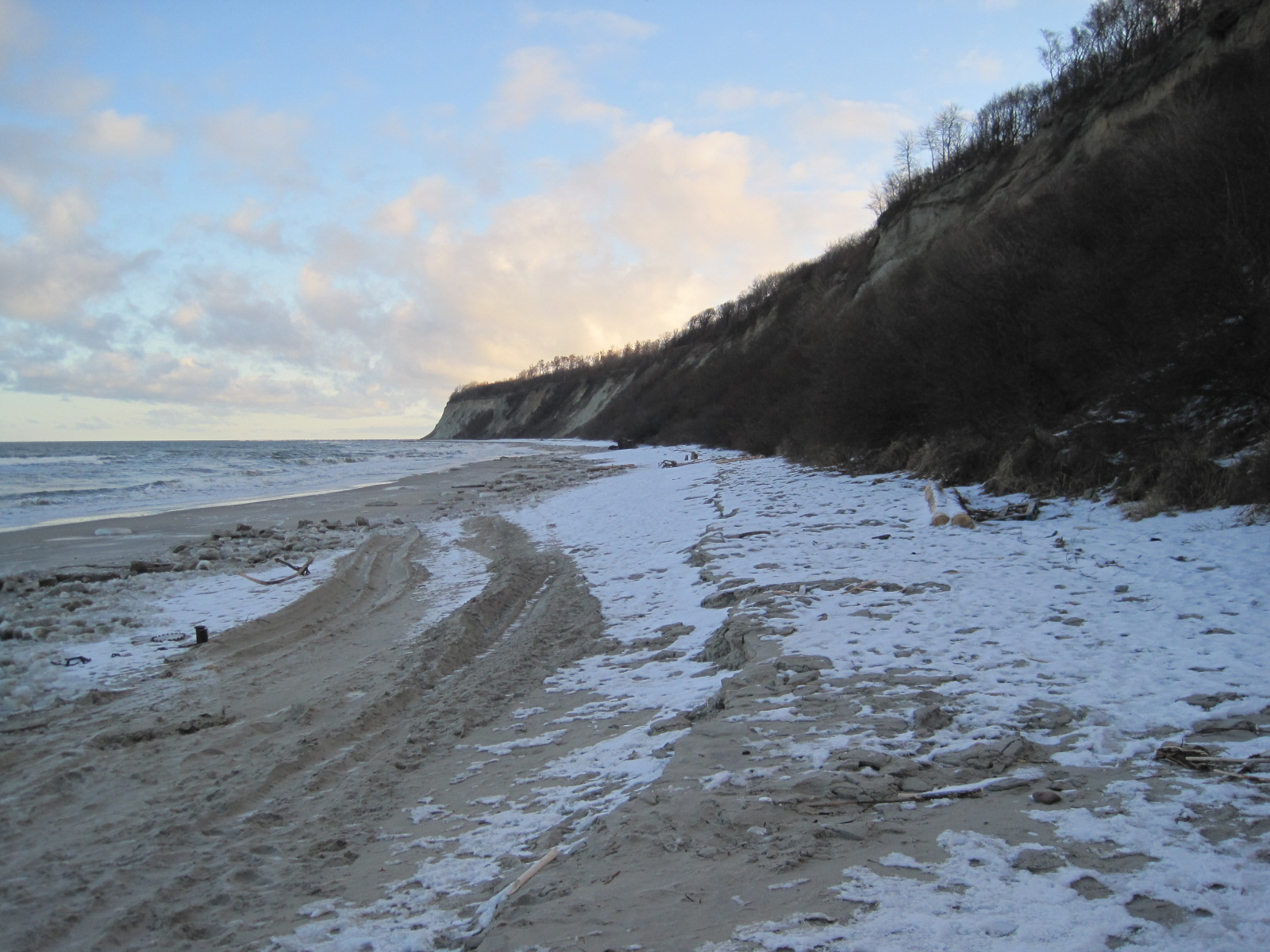
Die Ostseeküste bei Donskoje (Groß Dirschkeim)

Donskoje liegt an der Westküste des Samlandes und ist 43 km von der Oblasthauptstadt Kaliningrad (Königsberg) und 13 km von der Stadt Swetlogorsk (Rauschen) entfernt. Die Regionalstraße 27A-013 (ex A192) führt östlich an dem Ort vorbei, durch den eine Nebenstraße von Primorje (Groß Kuhren) kommend (Kommunalstraße 27K-355) und nach Jantarny (Palmnicken) führend (Kommunalstraße 27K-063) verläuft.
Donskoje liegt mit seinem Bahnhof Donskoje-Nowoje an der Bahnstrecke Kaliningrad–Selenogradsk–Primorsk, die in diesem Bereich aber zurzeit nicht betrieben wird. Der nächste Bahnanschluss befindet sich in Swetlogorsk.

## Ortsname
Der deutsche Name des Ortes leitet sich von prußischen Wörtern „Dirse“ (= der Schöngewachsene) und „kaym“ (= Feld) ab und bezog sich auf einen hier lebenden Prußen.

## Geschichte
Im Jahre 1339 wurde Tirschkaym als Standort für ein herzogliches Schloss erstmals erwähnt. In dem Haus residierte der Amtsmann eines Kammeramtes, der für den nordwestlichen Seebezirk zuständig war. Im 16. Jahrhundert hielt sich oft Markgraf Georg Friedrich, der Vormund von Herzog Albrecht Friedrich, zur Jagd im Forst Warnicken (heute russisch: Lesnoje) hier auf. Das Jagdhaus war um 1700 baufällig, so dass man die obere Etage beseitigte.

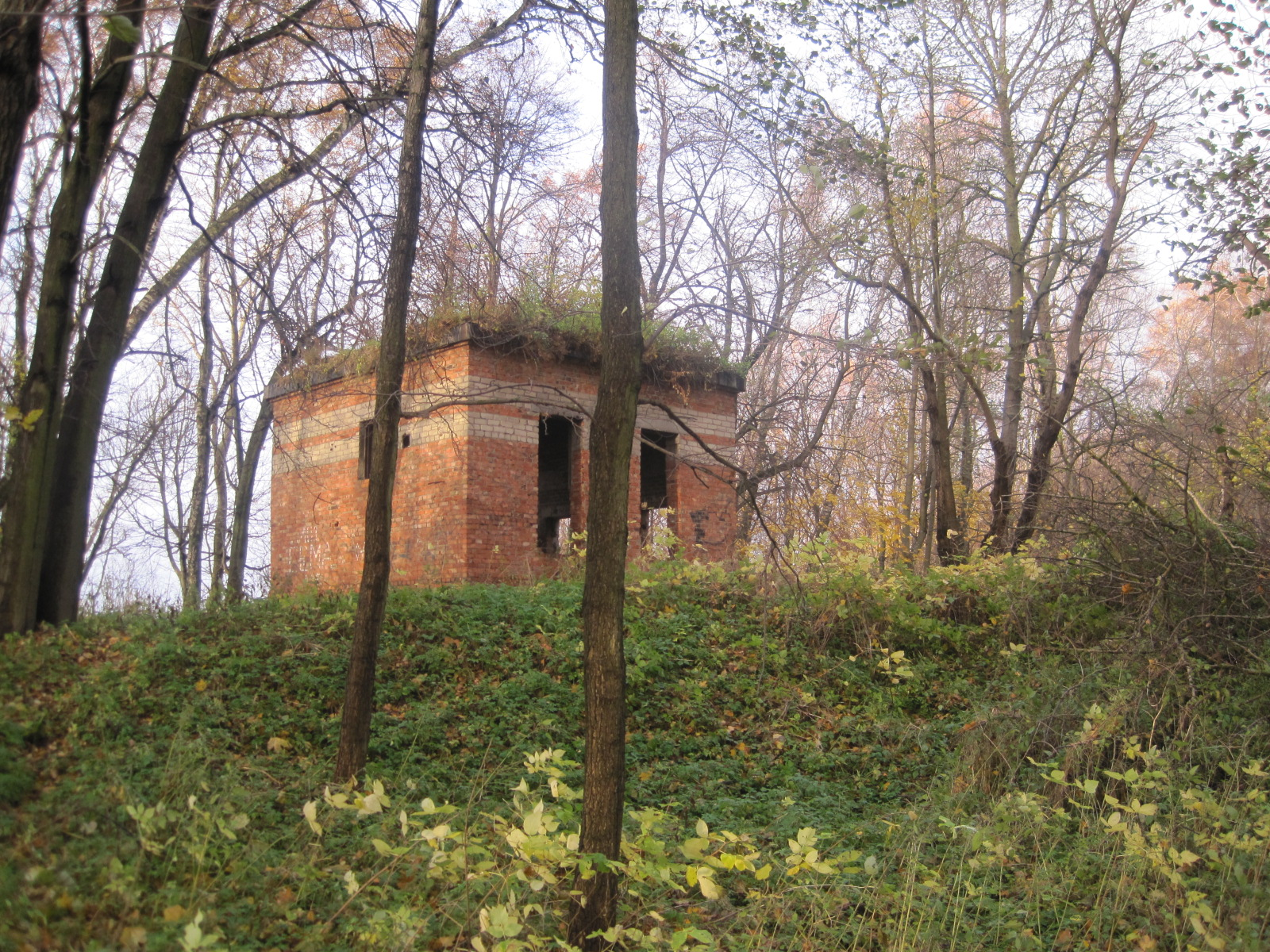
Alte Wasserpumpstation in Groß Dirschkeim

Über die Jahrhunderte bestand die staatliche Domäne Dirschkeim. Das Dorf Dirschkeim war Sitz des Amtes Dirschkeim, das um 1782 aus zwei Vorwerken und 14 Dörfern bestand. Die Domäne war meist verpachtet. Der erste Pachtvertrag ist aus dem Jahre 1584 bekannt. 1804 erhielt der Bruder des Ministers von Schön das etwa 500 Hektar große Gut in Erbpacht. Bis 1945 blieb die Familie von Schön auf dem Gut und tat sich besonders in der Schafzucht hervor. Auf dem Gutsgelände befinden sich zwei Schluchten, die man vor 1945 zu den eindrucksvollsten des Samlandes rechnete: die 800 Meter lange Dirschkeimer Schlucht mit dem Galgenberg direkt am Ufer, sowie die Rosenorter Schlucht, in der sich früher eine Bernsteingrube befand.
Am 13. Juni 1874 wurde das damalige Fischerdorf Amtssitz und namensgebend für einen neu errichteten Amtsbezirk, der bis 1945 bestand und bis 1939 zum Kreis Fischhausen, von 1939 bis 1945 zum Landkreis Samland im Regierungsbezirk Königsberg der preußischen Provinz Ostpreußen gehörte. Am 30. September 1928 wurde der Gutsbezirk Groß Dirschkeim in die Landgemeinde Groß Dirschkeim eingegliedert. In den 1930er Jahren entstand am östlichen Ortsrand auf einem bereits von der Reichswehr genutzten Schießplatz der Einsatzhafen Brüsterort der Luftwaffe.

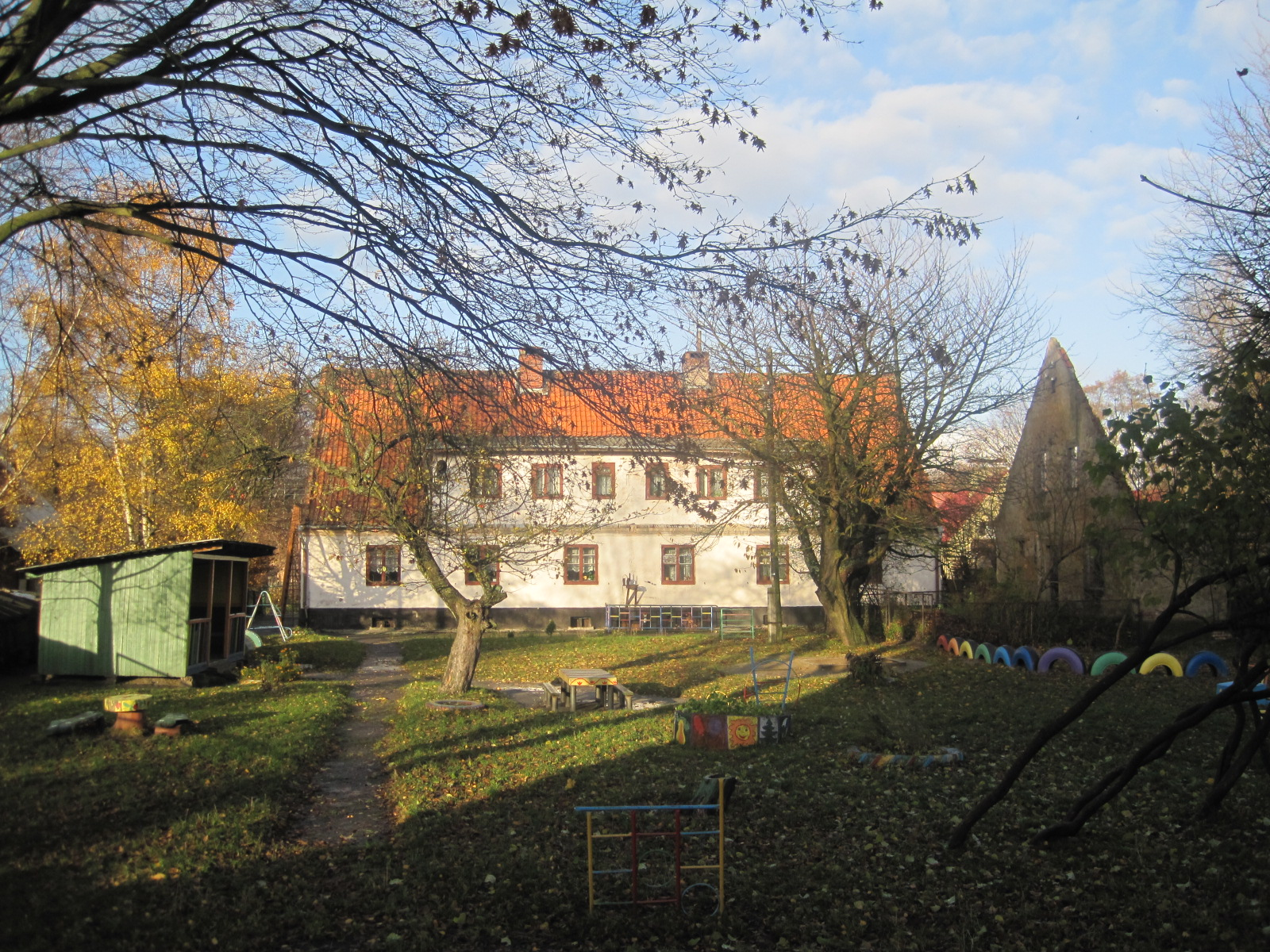
Kindergarten in Donskoje

Infolge des Zweiten Weltkrieges kam das Dorf 1945 mit dem nördlichen Ostpreußen zur Sowjetunion. Im Jahr 1947 erhielt der Ort die russische Bezeichnung „Donskoje“ und wurde gleichzeitig dem Dorfsowjet Jantarski selski Sowet im Rajon Primorsk zugeordnet. Später wurde der Ort von der Siedlung städtischen Typs Primorje aus verwaltet. Im Jahr 2007 wurde Donskoje Verwaltungssitz einer städtischen Gemeinde im neu gebildeten Rajon Swetlogorsk. Von 2010 bis 2018 hatte der Ort den Status einer Siedlung städtischen Typs. Seit 2018 gehört Donskoje zum Stadtkreis Swetlogorsk.

### Demographie
| Jahr | Einwohnerzahl | Anmerkungen                                                                          |
| 1818 | 184           | davon 92 im Dorf und 92 auf dem Vorwerk                                              |
| 1831 | 177           | [ 9 ]                                                                                |
| 1858 | 292           | davon 171 Evangelische und drei Juden im Dorf sowie auf dem Vorwerk 118 Evangelische |
| 1864 | 320           | am 3. Dezember, davon 199 im Dorf und 121 auf dem Vorwerk                            |
| 1867 | 354           | am 3. Dezember, davon 220 im Dorf und 134 auf dem Vorwerk                            |
| 1871 | 321           | am 1. Dezember, davon 190 im Dorf und 131 auf dem Vorwerk, sämtlich Evangelische     |
| 1910 | 358           | 179 im Dorf und 179 auf dem Vorwerk                                                  |
| 1933 | 347           | [ 14 ]                                                                               |
| 1939 | 653           | Starker Anstieg durch Zuzug von Militärpersonal                                      |

| Jahr          | 2002 | 2010 |
| Einwohnerzahl | 3170 | 2924 |

### Amtsbezirk Groß Dirschkeim (1874–1945)
Zum Amtsbezirk Groß Dirschkeim gehörten anfänglich acht Landgemeinden (LG) bzw. Gutsbezirke (GB):
| Name                       | Russischer Name    | Bemerkungen                                                              |
| -------------------------- | ------------------ | ------------------------------------------------------------------------ |
| Brüsterort (LG)            | Majak              | nach Groß Dirschkeim eingemeindet                                        |
| Finken (GB)                | Molodogwardeiskoje | 1928 zunächst nach Klein Kuhren, dann nach Groß Dirschkeim eingegliedert |
| Groß Dirschkeim, Dorf (LG) | Donskoje           |                                                                          |
| Groß Dirschkeim, Gut (GB)  | Donskoje           | 1928 in die Landgemeinde Groß Dirschkeim eingegliedert                   |
| Klein Kuhren (LG)          | Filino             |                                                                          |
| Kreislacken (LG)           | Bakalino           | 1928 in die Landgemeinde Marscheiten eingegliedert                       |
| Marscheiten (LG)           | Marjinskoje        |                                                                          |
| Nöttnicken (LG)            | Prislowo           |                                                                          |

Am 1. Januar 1945 gehörten nur noch die vier Gemeinden Groß Dirschkeim, Klein Kuhren, Marscheiten und Nöttnicken zum Amtsbezirk Groß Dirschkeim.

### Gorodskoje posselenije Donskoje 2007–2018

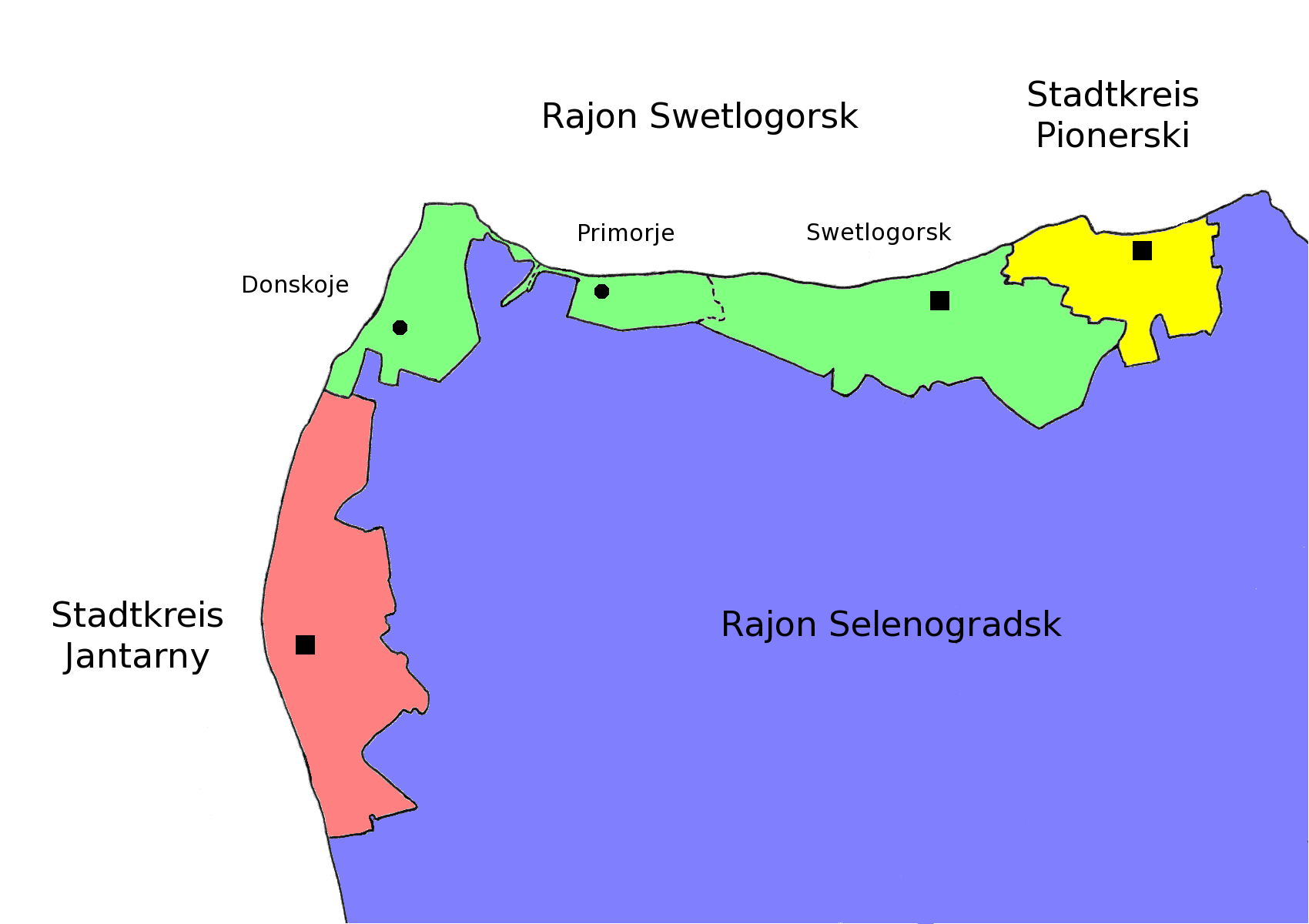
Die Lage der städtischen Gemeinde Gorodskoje posselenije Donskoje innerhalb der Stadtkreise und Rajonsgebiete im Nordwesten des Samlandes

Die städtische Gemeinde Gorodskoje posselenije Donskoje (ru. Городское поселение Донское) wurde im Jahr 2007 eingerichtet. Sie gehörte zu dem damals ebenfalls neu eingerichteten Rajon Swetlogorsk, innerhalb dessen sie quasi ein Exklavendasein  – (fast) abgetrennt durch Gebiete des Rajon Selenogradsk – führte. Sie zählte 2953 Einwohner (Stand 2010). Im Jahr 2018 wurde die Gemeinde aufgelöst und deren Orte in den neu gebildeten Stadtkreis Swetlogorsk eingegliedert.
Zur Gorodskoje posselenije Donskoje gehörten vier Orte:
| Name               | Deutscher Name  |
| ------------------ | --------------- |
| Donskoje           | Groß Dirschkeim |
| Majak              | Brüsterort      |
| Marjinskoje        | Marscheiten     |
| Molodogwardeiskoje | Finken          |

## Kirche

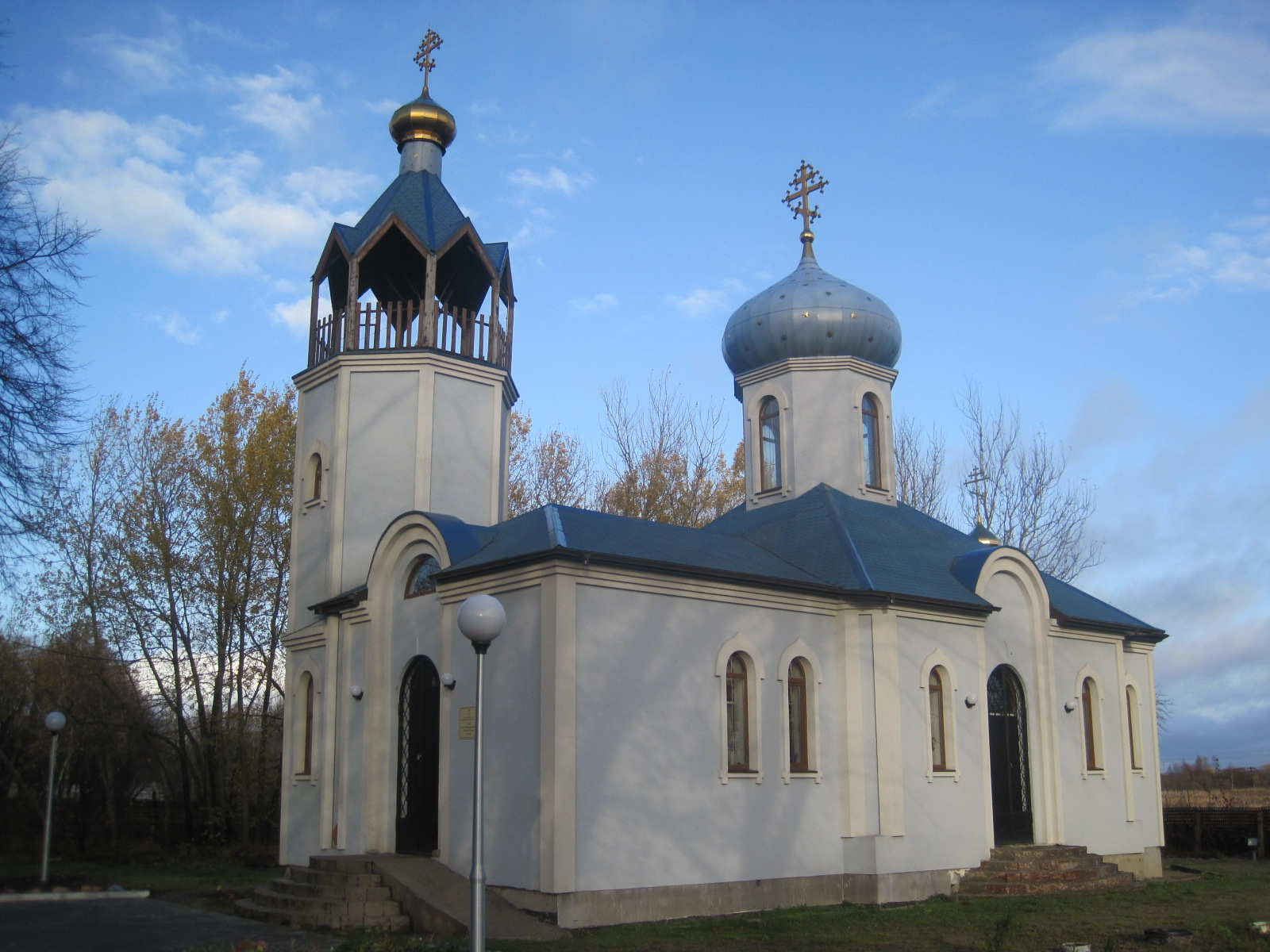
Die russisch-orthodoxe Kirche in Donskoje

### Evangelisch
Bis 1945 war die Bevölkerung Groß Dirschkeims fast ausnahmslos evangelischer Konfession. Das Dorf gehörte zum Kirchspiel der Pfarrkirche in Heiligenkreutz (heute russisch: Krasnotorowka) im Kirchenkreis Fischhausen (Primorsk) innerhalb der Kirchenprovinz Ostpreußen der Kirche der Altpreußischen Union. Letzter deutscher Geistlicher vor 1945 war Pfarrer Georg Henkys. Heute liegt Donskoje im Einzugsbereich der in den 1990er Jahren neu entstandenen evangelisch-lutherischen Auferstehungskirchengemeinde in Kaliningrad (Königsberg) innerhalb der Propstei Kaliningrad der Evangelisch-lutherischen Kirche Europäisches Russland.

### Russisch-orthodox
In Donskoje besteht eine russisch-orthodoxe Kirchengemeinde, deren Gotteshaus nördlich der Durchgangsstraße und westlich der Bahnstrecke liegt und den Namen der Wladimirer Gottesmutter-Ikone trägt. Sie gehört zur Diözese Kaliningrad und Baltijsk (Königsberg und Pillau) (bis 2009: Diözese von Smolensk und Kaliningrad) der Russisch-Orthodoxen Kirche.

## Schule
In Groß Dirschkeim gab es vor 1945 bereits eine zweiklassige Schule, die aus der Zeit vor 1735 stammte.